# Чуждестранен кореспондент
„Чуждестранен кореспондент“ (на английски: Foreign Correspondent) е американски шпионски филм от 1940 г., режисиран от Алфред Хичкок. Филмът получава 6 номинации за наградите „Оскар“ през 1941 г.

## Сюжет
Внимание:  Текстът по-долу разкрива сюжета на произведението (или части от него)!
Въпреки пропагандния финал, в който главният герой настоява за повишаване на военните усилия срещу нацистите, шпионският трилър на Хичкок е изключително забавен филм, съдържащ някои от най-запомнящите се сцени в цялата му филмография. Джони Джоунс (Джоел Макрей) и Карол Фишър (Лорън Дей) са любовници, търсещи нацистки агенти в Лондон и Холандия след изчезването на дипломат-пацифист. Повечето неща не са това, което изглеждат: камера се оказва скривалище за пистолет на убиец, крилата на вятърна мелница крият ужасяваща тайна, а олтарът на Уестминстърската катедрала се оказва място за извършване на убийство.

## В ролите
| Актьор          | Роля         |
| --------------- | ------------ |
| Джоел Макрей    | Джони Джоунс |
| Ларейн Дей      | Карол Фишър  |
| Хърбърт Маршал  | Стивън Фишър |
| Джордж Сандърс  | Скот Фолиът  |
| Албърт Басерман | Ван Меер     |
| Робърт Бенчли   | Стъбинс      |
| Едмънд Гуен     | Роули        |
| Едуардо Чанели  | г-н Круг     |
| Хари Дейвънпорт | г-н Пауърс   |

## Камео на Алфред Хичкок
Алфред Хичкок се появява в камео роля – върви по улицата и чете вестник, когато Джон Джонс напуска ресторанта.

## Награди и номинации
| Награди                                                   | Награди                         | Награди                     | Награди               |
| Награда                                                   | Категория                       | Име                         | Резултат              |
| --------------------------------------------------------- | ------------------------------- | --------------------------- | --------------------- |
| Награди на Националния съвет на кинокритиката на САЩ-1940 | Най-добрите десет филма         | Чуждестранен кореспондент   | включване в десетката |
| „Оскар“-1940                                              | Най-добър филм                  | Чуждестранен кореспондент   | номинация             |
| „Оскар“-1940                                              | Най-добър оригинален сценарий   | Чарлз Бенет и Джоан Харисън | номинация             |
| „Оскар“-1940                                              | Най-добра поддържаща мъжка роля | Албърт Басерман             | номинация             |
| „Оскар“-1940                                              | Най-добра кинематография        | Рудолф Мате                 | номинация             |
| „Оскар“-1940                                              | Най-добър художествен директор  | Александър Голицин          | номинация             |
| „Оскар“-1940                                              | Най-добри специални ефекти      | Пол Иглър, Томас Мултън     | номинация             |